# Geoffroy II de Thouars
,Geoffroy II de Thouars naît en 990 à Thouars et meurt vers 1055. Il est peut-être le fils de Savary III.
- 10e vicomte de Thouars : 1015-1055 ou 1058

Il succède à son oncle Raoul Ier en 1015. Il poursuit la guerre engagée par Raoul contre le comte de Poitiers Guillaume V d'Aquitaine dit Le Grand, et le sire Hugues IV de Lusignan dit Le Brun ou Le Chiliarque.
 
Ses relations avec le comte d'Anjou, Foulque III Nerra, sont difficiles, celui-ci construit en 1026 un château à Montfaucon, et se réimplante fortement à Montreuil (20 km au nord de Thouars) dont il confie la garde à un fidèle, Berlai. Ce dispositif est une véritable menace sur le vicomte et sa ville, et les constructions dans les années 1030 de Moncontour, de Loudun et de Mirebeau ne firent que la renforcer par l'encerclement ainsi réalisé des domaines du vicomte. En outre les seigneurs de Parthenay étaient de fidèles alliés du comte d'Anjou.
 
Pour autant en 1030, Geoffroy II s'allie avec le fils de Foulques Nerra, Geoffroy Martel, comte de Vendôme qui vient d'épouser Agnès de Bourgogne (995-1068), veuve de Guillaume le Grand. Il l'assiste dans sa tentative de prise du pouvoir du comté de Poitiers et du duché d'Aquitaine. Alors que Geoffroy Martel ravage les environs de Poitiers, le nouveau duc Guillaume le Gros en fait de même dans les régions de Loudun et Mirebeau qui sont alors sous influence angevine. Le 9 septembre 1033, Geoffroy Martel et Geoffroy II de Thouars, battent et font prisonnier Guillaume le Gros au Mont-Couer (près de Taizé-Maulais et Saint-Jouin-de-Marnes).
Sur la fin de sa vie il se fait moine à Saint-Michel-en-l'Herm . La date du décès de Geoffroy n'est pas connue avec certitude. Il semble être encore vicomte titulaire en 1055.
Il épouse Adénor (ou Aénor), (de Mauléon ? ; ou encore de Normandie ?). 
Un mariage avec Agnès de Blois, fille du comte Eudes Ier de Blois et de Berthe de Bourgogne, est plus que problématique et incertain. En effet son unique source, le Fragmentis Chronicorum Comitum Pictaviae, Ducum Aquitaniae, énonce : « Des descendants de ce comte Guillaume, Gui (Wido) fut comte (sic : Comes) de Thouars, fils du vicomte de Thouars, Ebles (et d'Altrude de Limoges)...avec Agnete sa femme, ». Ce document, qu'Alfred Richard (1839-1914) qualifie « d'énorme supercherie historique », paraît être une généalogie forgée à la demande de René du Puy du Fou, au XVIIe siècle,.
Il a avec Adénor (Aénor) : 
- Aimery IV ;
- Savary, vicomte de Fontenay ;
- Geoffroy ;
- Raoul de Mauléon ;
- Godenor (Gonnor ou Gognor) (+1093)[Note 3],[11],[12]